# Топильче (гидропарк)

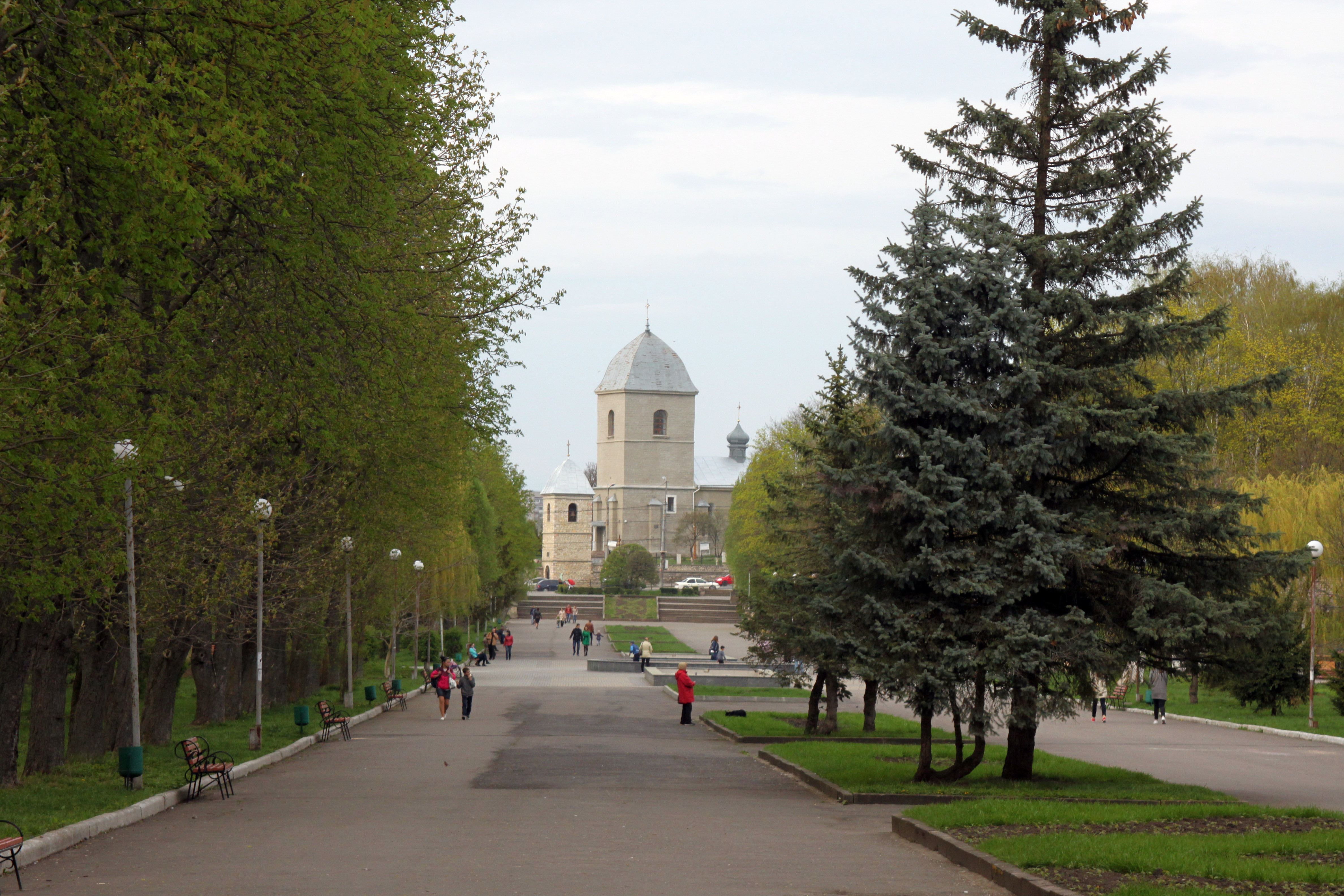
Главная аллея гидропарка «Топильче»

Гидропа́рк «Сопи́льче» — парк в Тернополе (Украина), был официально открыт в 1985 году как гидропарк «Пионерский», затем «Топильче». Это самый молодой и один из красивейших парков города.
Когда в начале 1960-х начали строить первые кварталы жилого массива «Дружба», которые окружают современный парк, на месте настоящих зеленых насаждений и озер был пустырь — болото и торфоразработки. Туда сливали пульпу, которую качал земснаряд со дна Комсомольского озера — так тогда назывался Тернопольский пруд. А когда в новостройки переехали новосёлы, то через пустырь проложили широкую дорогу, которая со временем стала главной аллеей гидропарка. Однако, в те времена вокруг этой дороги не было деревьев и её сильно обдувало. Жители нового массива не очень любили ею ходить, в особенности зимой.
Уже в 1980-х на месте пустыря заложили гидропарк, которые назвали «Пионерским». За достаточно коротких срок на площади в 66 гектаров посадили деревья, проложили новые аллеи, выкопали овраги для рек и прудов. Вдоль центральной аллеи выстроили фонтаны, которые отдаленно напоминают те, что на бульваре Шевченко. На островках одного из озер создали казацкий городок. Недалеко от него — комплекс на космическую тематику. Также здесь выстроили своеобразный аэродром, где стоят настоящие самолеты и вертолеты. Этот импровизированный аэродром не сохранился. Были установлены аттракционы и карусели. В гидропарке создан зооуголок, и — вдобавок — на животных и птиц можно посмотреть абсолютно бесплатно. Здесь есть великое множество деревянных скульптур на темы известных детских сказок. Посетители просто зачаровываются живописными холмами и прудами. Здесь каждая речка, каждый ручеек интересные — искусственные пороги, дамбы с водопадами. А «источником» всей гидросистемы парка есть комплекс с водными мельницами. Вода к ним подается из Тернопольского пруда, причем не насосами, а естественном способом — собственное из-за того, что гидропарк находится ниже уровня озера. С получением Украиной независимости гидропарку дали название древнего поселения, которое предшествовало появлению Тернополя — «Топильче».
11 июля 2022 года было принято решение изменить название парка на «Сопильче».

## Галерея

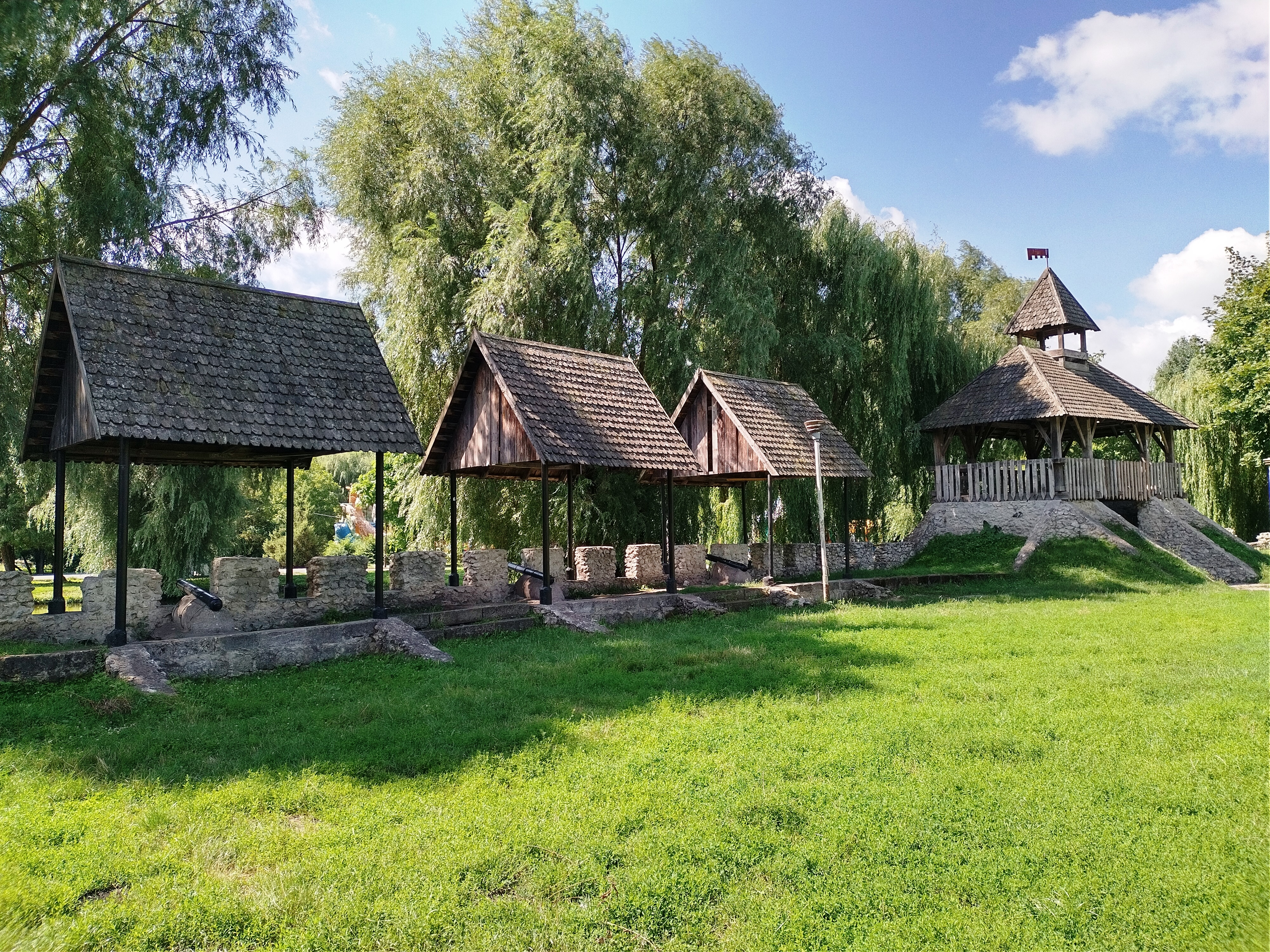
Крепость на Казацком острове
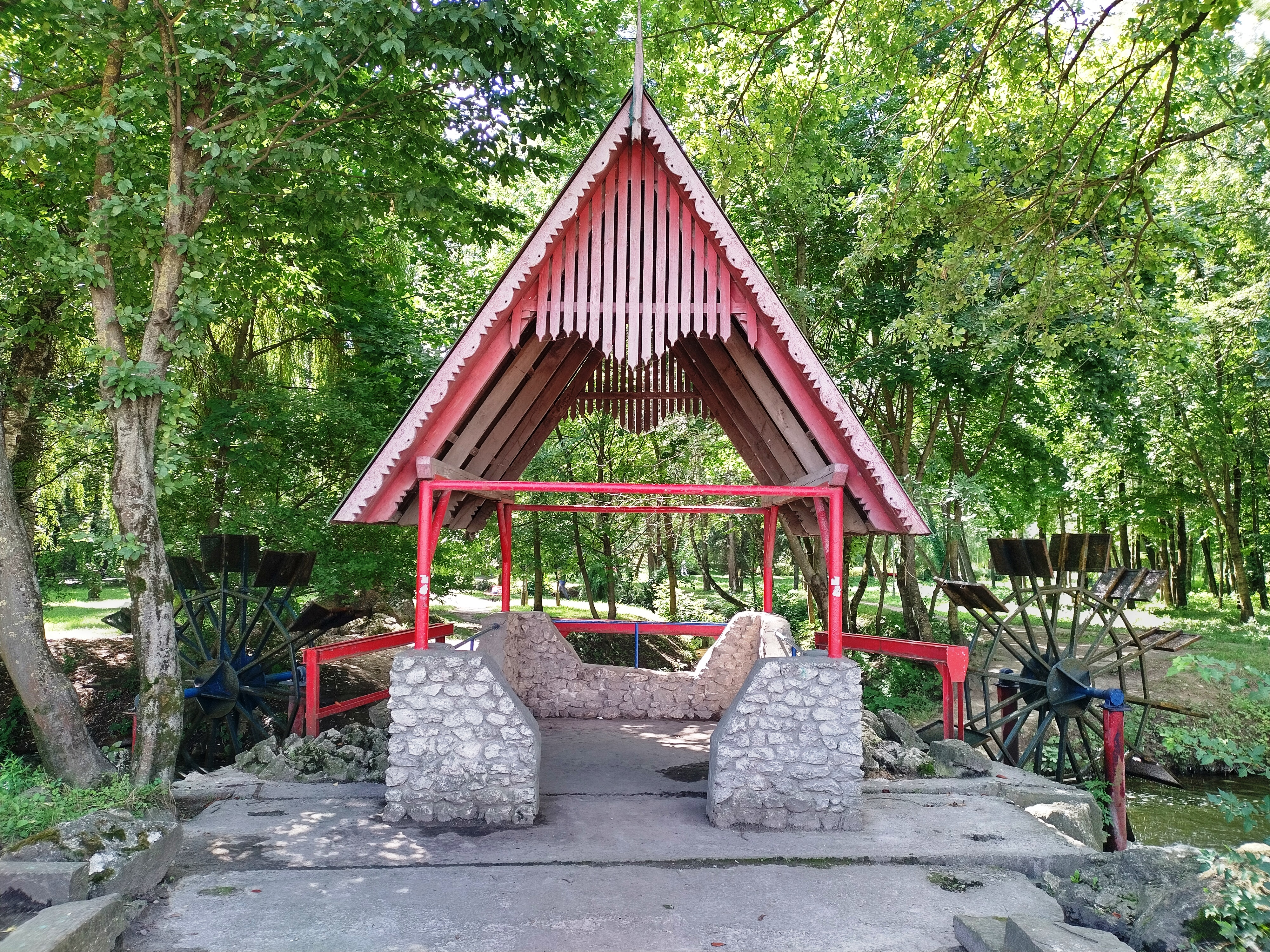
Декоративные водяные мельницы
Языческое капище
Произведение искусства "Рыбка"
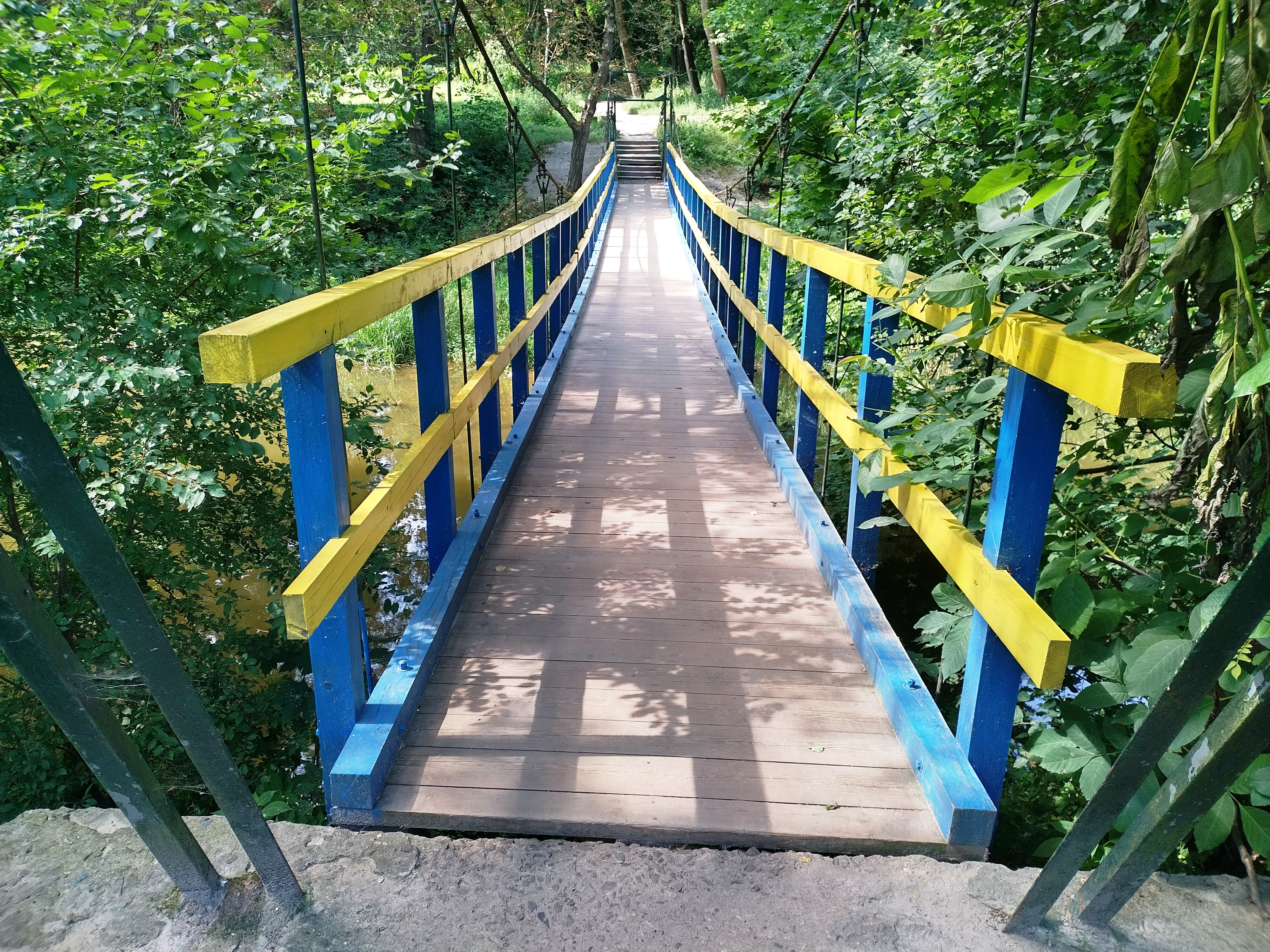
Подвесной мост через реку Серет